# Michał Nowakowski (1911–1961)
Michał Nowakowski, po wojnie Michał Sarzyński albo Michał Szarzyński, vel Michał Bondarczuk pseud.: Harpun, Widmo (ur. 29 listopada 1911 w Paryszczach), zm. 13 grudnia 1961 w Barczewie) – kapitan piechoty Wojska Polskiego, Armii Polskiej, Polskich Sił Zbrojnych, Armii Krajowej, Delegatury Sił Zbrojnych na Kraj, WiN, uczestnik kampanii wrześniowej, Powstania Warszawskiego, żołnierz wyklęty, więzień NKWD, sowieckich łagrów, więzień UB,  cichociemny. Znajomość języków: niemiecki, rosyjski, ukraiński. Zwykły Znak Spadochronowy nr 3152.

## Życiorys
Urodził się w Paryszczach, w ówczesnym powiecie nadwórniańskim Królestwa Galicji i Lodomerii. Uczył się w szkole powszechnej w Stanisławowie (obecnie Ukraina), od roku 1921 w Państwowym Gimnazjum w Jaworowie,12 maja 1931 roku zdał egzamin dojrzałości. Wstąpił do Wojska Polskiego, od 15 października 1931 roku służył w 26 Pułku Piechoty we Lwowie, od 14 listopada uczył się na kursie unitarnym (podstawowym) Szkoły Podchorążych Piechoty w Różanie, ukończył także wojskowy kurs szybowcowy kat. „A”, „B”, „C”. Od 1 października 1932 roku uczył się w Szkole Podchorążych Piechoty w Ostrowi Mazowieckiej po jej ukończeniu 12 sierpnia 1933 roku był na praktyce jako dowódca drużyny 9 kompanii 38 Pułku Piechoty Strzelców Lwowskich w Przemyślu 24 Dywizji Piechoty. 21 lutego 1934 roku został przeniesiony do rezerwy, awansowany na stopień podporucznika ze starszeństwem od 1 stycznia 1935.
Od 1932 roku pracował jako urzędnik w Starostwie Powiatowym we Lwowie, po zdaniu egzaminu dla urzędników II kat. kierownik referatu ogólnoadministracyjnego. Od 1934 do 1936 roku był zastępcą sekretarza  Wydziału Powiatowego. W latach 1934–1938 działał w Polskiego Towarzystwa Gimnastycznego „Sokół” oraz AZS Lwów.
W roku 1933 podjął studia na Wydziale Prawa Uniwersytetu Jana Kazimierza we Lwowie, w 1938 roku obronił dyplom magistra praw, następnie był na praktyce dla urzędników I kat. w Urzędzie Wojewódzkim w Białymstoku. Po zdaniu egzaminu referendarskiego od 1938 roku był sekretarzem Wydziału Powiatowego w Wołkowysku. W sierpniu 1936 roku oraz od września do października 1938 roku uczestniczył w ćwiczeniach rezerwy 38 Pułku Piechoty Strzelców Lwowskich. Został awansowany na stopień porucznika ze starszeństwem od 1 stycznia 1937 roku. Od 1 maja 1939 roku uczestniczył w rocznych ćwiczeniach w 26 Pułku Piechoty przed powołaniem do korpusu sądowego.
W kampanii wrześniowej 1939 roku został przydzielony do 26 Pułku Piechoty 5 Dywizji Piechoty w obronie Warszawy, Przedmościa „Praga”. 28 września został ranny w nogę, do 30 października przebywał na leczeniu w szpitalu. Po wyjściu ze szpitala przekroczył granicę okupacji niemiecko-sowieckiej, dotarł do Lwowa, 15 listopada wstąpił do Związku Walki Zbrojnej.
19 lipca 1940 roku został aresztowany przez NKWD i osadzony w więzieniu we Lwowie, 15 lutego 1941 roku wywieziono go do łagru w Starobielsku, następnie 16 lipca 1941 roku do łagru w Workucie, 160 km od koła podbiegunowego (Republika Komi). Po układzie Sikorski-Majski 16 września 1941 roku został zwolniony z łagru, pracował w kołchozach. 6 lutego 1942 roku wstąpił do Armii Andersa, został przydzielony jako dowódca 2 kompanii batalionu cekaemów oraz dowódca szkoły podoficerskiej 23 Pułku Piechoty 7 Dywizji Piechoty w Kermine.
Po ewakuacji armii do Iranu, od 15 sierpnia 1942 roku służył pod dowództwem brytyjskim. Do 2 stycznia 1943 roku był w Iranie, następnie w Iraku (Bliski Wschód). Zgłosił się do służby w kraju. Do 29 maja 1943 roku był w drodze z Iraku do Wielkiej Brytanii. Został przeszkolony ze specjalnością w dywersji na kursach specjalnych dla kandydatów na cichociemnych, m.in. propagandy, spadochronowym (1 SBS, Largo House), walki konspiracyjnej, odprawowym (STS 43, Audley End), i in. Zaprzysiężono go no rotę ZWZ/AK 15 grudnia 1943 roku w Chicheley przez szefa Oddziału VI (Specjalnego) Sztabu Naczelnego Wodza. W kwietniu 1944 roku został przerzucony na stację wyczekiwania Głównej Bazy Przerzutowej w Latiano nieopodal Brindisi we Włoszech. Otrzymał awans na stopień kapitana ze starszeństwem od 24 maja 1944 roku.
Skoczył ze spadochronem do okupowanej Polski w nocy 24/25 maja 1944 roku w sezonie operacyjnym „Riposta”, w operacji lotniczej „Weller 23”, dowodzonej przez kpt. naw. Stanisława Daniela, z samolotu Halifax JP-180 „V” (1586 Eskadra PAF) na placówkę odbiorczą „Koliber-2” 306 (kryptonim polski, brytyjskie oznaczenie numerowe pinpoints), w okolicach miejscowości Zabierzów Bocheński, 11 km od Bochni, na skraju Puszczy Niepołomickiej. Razem z nim skoczyli: por. Bronisław Konik ps. Sikora, por. Zbigniew Matula ps. Radomyśl, por. Alfred Pokultinis ps. Fon, ppor. Zbigniew Wilczkiewicz ps. Kij oraz kurier ppor. Jan Nodzyński ps. Łuk.
Po skoku aklimatyzował się do realiów okupacyjnych w Warszawie, następnie został przydzielony do komórki łączności kurierskiej „Zagroda” Oddziału V Łączności Komendy Głównej AK.
W powstaniu warszawskim walczył jako adiutant kpt. Stefana Golędzinowskiego ps. Golski, dowódcy 3 Batalionu Pancernego AK „Golski”, następnie jako II oficer taktyczny, później dowódca pododcinka „Politechnika” Zgrupowania „Golski”. Walczył w Śródmieściu Południowym. Po kapitulacji powstania wyszedł z Warszawy wraz z ludnością cywilną, w drodze do obozu w Pruszkowie uciekł na Okęciu.
Po wojnie pozostał w konspiracji, działał w Delegaturze Sił Zbrojnych na Kraj oraz w Zrzeszeniu Wolność i Niezawisłość, mieszkał w Zalesiu, następnie w Lublinie. Zgłosił się do Edwarda Bertolda, ówczesnego ministra rolnictwa i reform rolnych oraz działacza PSL, na jego polecenie organizował urzędy ziemskie w województwie pomorskim, następnie pracował jako komisarz ziemski w Wojewódzkim Urzędzie Ziemskim w Inowrocławiu.
25 stycznia 1946 roku został aresztowany przez WUBP w Bydgoszczy pod zarzutem przekupstwa i malwersacji, wskutek intrygi Igora Szantyra, wiceprezesa Wojewódzkiego Urzędu Ziemskiego w Bydgoszczy. Został osadzony w więzieniu w Inowrocławiu. 20 maja uciekł z więzienia, zamieszkał w Krakowie jako Michał Szarzyński. Od 1946 roku pracował jako zastępca naczelnika Komisji Mieszkaniowej w Zarządzie Miejskim Wrocławia, w 1947 roku był naczelnikiem wydziału w Centrali Ogrodniczej, do 1 kwietnia 1948 roku pracował w Izbie Przemysłowo-Handlowej. Później był naczelnikiem wydziału w Ministerstwie Przemysłu i Handlu, od 1 marca 1949 roku pracował w Związku Zrzeszeń Prywatnych Przemysłu Elektrycznego i Metalurgicznego, następnie był naczelnikiem wydziału w Ogólnopolskim Zrzeszeniu Drutów i Gwoździ. Od 1 lipca 1949 roku pracował m.in. jako kierownik sekcji w dziale administracyjnym Centralnego Zarządu Przemysłu Mięsnego.
Od 25 maja 1951 roku był rozpracowywany agenturalnie przez UBP m. st. Warszawy,  25 lutego 1952 roku został aresztowany przez UB, osadzony w areszcie MBP. 16 sierpnia 1952 roku oskarżono go o przywłaszczenie mienia, korupcję, ucieczkę z więzienia, posługiwanie się fałszywymi dokumentami. 8 listopada 1952 roku został przez Sąd Wojewódzki m.st. Warszawy skazany na pięć lat więzienia (wobec innych oskarżonych zastosowano ustawę o amnestii). 1 marca 1954 roku prokurator wniósł o umorzenie sprawy w związku z amnestią.
27 sierpnia 1959 roku został ponownie aresztowany, osadzony w więzieniu Warszawa II, i oskarżony o współudział w korupcji w związku z załatwianiem dla siebie mieszkania. 11 kwietnia 1960 roku został przez Sąd Wojewódzki dla m.st. Warszawy skazany na cztery lata więzienia, i osadzony w Kamińsku. 25 września 1961 roku Sąd Najwyższy utrzymał wyrok w mocy. Od 13 września 1961 roku został osadzony w więzieniu w Barczewie, zachorował m.in. na ciężkie zapalenie opon mózgowych. Pomimo uzyskania 28 października 1961 roku zgody na przerwę w odbywaniu wyroku, w niewyjaśnionych okolicznościach zmarł w więzieniu w Barczewie 13 grudnia 1961 roku.

## Życie rodzinne
Syn Michała, komisarza Policji Państwowej, i Marii z domu Kuciel. W 1957 roku ożenił się z Genowefą Dąbrowską (ur. w 1927). Mieli córkę Grażynę (ur. w 1956).

## Awanse
- podporucznik – ze starszeństwem z dniem 1 stycznia 1935 roku
- porucznik – ze starszeństwem z dniem 1 stycznia 1937 roku
- kapitan – ze starszeństwem z dniem 24 maja 1944 roku

## Odznaczenia
- Krzyż Walecznych – czterokrotnie, w tym jeden 1 października 1944 roku za udział w powstaniu.